# Stazione di Ardez
La stazione di Ardez è la stazione passante della ferrovia dell'Engadina, gestita dalla Ferrovia Retica.
È posta a nel centro abitato di Ardez.

## Storia
La stazione entrò in funzione nel 1913 insieme alla tratta Bever-Scuol della linea dell'Engadina della Ferrovia Retica.